# Marum

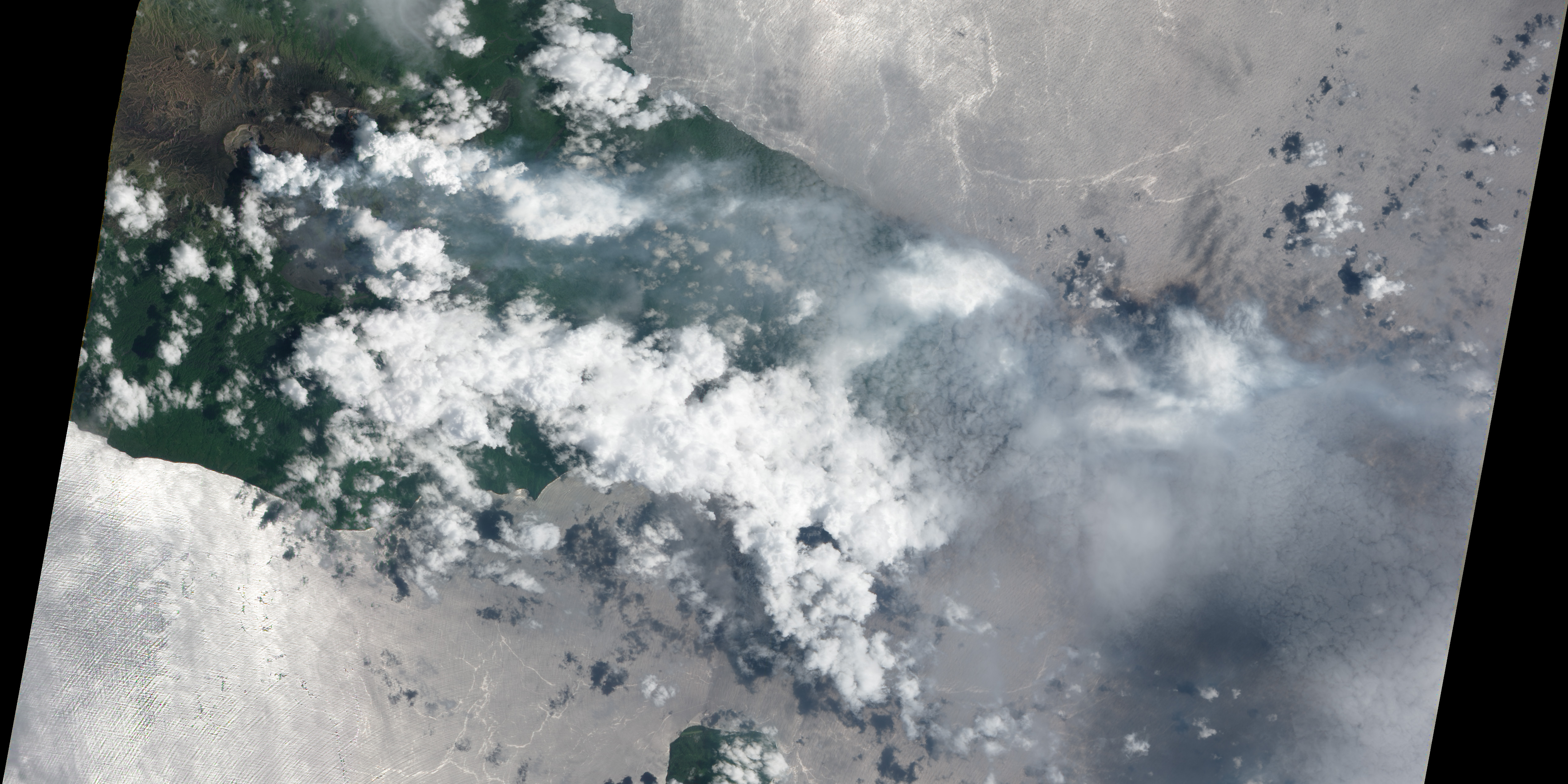
Zdjęcie satelitarne wyspy i wulkanu Marum z widocznymi dwoma jeziorami lawowymi w sąsiednich kraterach; zdjęcie z grudnia 2012

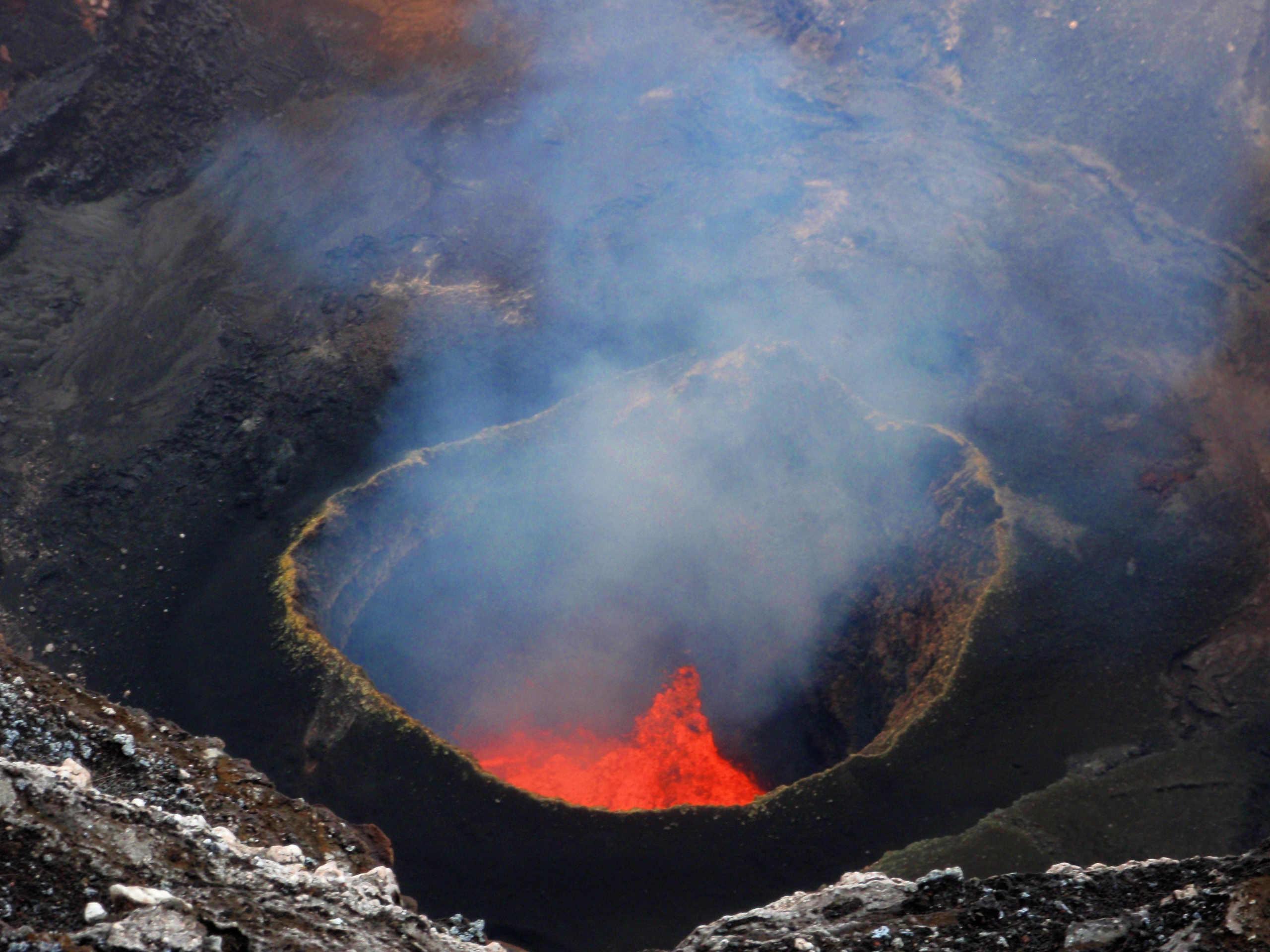
Jezioro lawowe w kraterze wulkanu we wrześniu 2009 r.

Marum – czynny wulkan położony na wyspie Ambrim w państwie Vanuatu, najaktywniejszy wulkan archipelagu. Wznosi się na wysokość 1270 m n.p.m. Ostatni raz wybuchał w 2009 roku. Posiada kalderę szerokości 12 km, wewnątrz której znajdują się dwa stożki: główny Marum i Benbow. W dwóch kraterach stożka Marum istnieją jeziora lawowe. W sierpniu 2009 w kalderze założona została stacja monitorująca aktywność wulkanu; w marcu 2017 CNN udostępniła krótki film z wyprawy zorganizowanej m.in. w celu zbadania wulkanu stożka Marum i umieszczenia go w Google StreetView.. Stożek Benbow jest uznawany za jeden z najaktywniejszych wulkanów na świecie.
Do wnętrza wulkanu została zorganizowana wyprawa, w której brali udział między innymi alpinista Sebastian Hofmann oraz fotografka wulkanów, Ulla Logmann.